# San Juan Bautista en meditación
San Juan Bautista en meditación es un cuadro del pintor flamenco El Bosco, ejecutado en óleo sobre tabla que mide 48,5 centímetros de alto por 40 cm de ancho. Se encuentra en el Museo Lázaro Galdiano de Madrid (España).
Como el resto de la producción del Bosco, no hay unanimidad en cuanto a su datación. Unos autores señalan el periodo 1504-1505 (Combe, Cinotti), mientras que otros señalan 1490-1500 (Baldass, Koldeweij). Actualmente, se considera que es hacia 1489 o después.
Esta tabla, junto a la de San Juan en Patmos de Berlín parecen ser alas laterales de un retablo perdido, realizado para la Hermandad de Nuestra Señora, en la catedral de San Juan de Bolduque. Los dos santos Juanes son venerados como patronos de la catedral. Además, la visión de san Juan en Patmos era el emblema de la Hermandad. Koldeweijk cree que esta tabla, como la de Berlín, también estaría pintada por el reverso, muy probablemente el relato del nacimiento y la juventud de Jesús, quizá con un ave fénix en el centro, representando la venida y resurrección de Jesucristo.
Estuvo en la colección de José Lázaro. Se expuso por vez primera en una muestra celebrada en el Museo Boymans de Róterdam en 1936. 
Son las primeras pinturas llamadas «meditativas», en las que el santo aparece inmerso en un paisaje idílico, con tonos cristalinos que recuerdan a la pintura de Giorgione. Vestido con un manto rojo, san Juan se apoya en una roca y medita con los ojos entrecerrados, al tiempo que señala al cordero. 
El análisis reflectológico (1996-2012) ha puesto de manifiesto, en el interior de la granada y mirando hacia el centro del retablo, el rostro del donante de la obra, que por algún motivo fue más tarde repintado (foto Ron Spronk). El personaje, en caso de tratarse del retablo de la Hermandad de Nuestra Señora para la catedral de Bolduque, como defiende Koldeweij, sería el cofrade jurado Jan van Vladeracken, prior en 1488-1489, época en la que el carpintero entregó a la Hermandad los postigos superiores externos.